# Teichosporaceae
Teichosporaceae är en familj av svampar som beskrevs av Margaret E. Barr. Teichosporaceae ingår i ordningen Pleosporales, klassen Dothideomycetes, divisionen sporsäcksvampar och riket svampar.
Kladogram enligt Dyntaxa:
| Teichosporaceae | \| \| Teichospora \| \| \| \|       |
|                 | \| \| Teichospora \| \| \| \|       |
|                 | Cucurbitariaceae                    |
|                 |                                     |
|                 | Delitschiaceae                      |
|                 |                                     |
|                 | Diademaceae                         |
|                 |                                     |
|                 | Didymellaceae                       |
|                 |                                     |
|                 | Didymosphaeriaceae                  |
|                 |                                     |
|                 | Lophiostomataceae                   |
|                 |                                     |
|                 | Massariaceae                        |
|                 |                                     |
|                 | Massarinaceae                       |
|                 |                                     |
|                 | Melanommataceae                     |
|                 |                                     |
|                 | Montagnulaceae                      |
|                 |                                     |
|                 | Phaeosphaeriaceae                   |
|                 |                                     |
|                 | Phaeotrichaceae                     |
|                 |                                     |
|                 | Pleomassariaceae                    |
|                 |                                     |
|                 | Pleosporaceae                       |
|                 |                                     |
|                 | Pleosporales, genera incertae sedis |
|                 |                                     |
|                 | Sporormiaceae                       |
|                 |                                     |
|                 | Testudinaceae                       |
|                 |                                     |
|                 | Venturiaceae                        |
|                 |                                     |
|                 | Zopfiaceae                          |
|                 |                                     |
|                 | Teichospora                         |
|                 |                                     |

|  | Teichospora |
|  |             |